# Hoerde (Adelsgeschlecht)

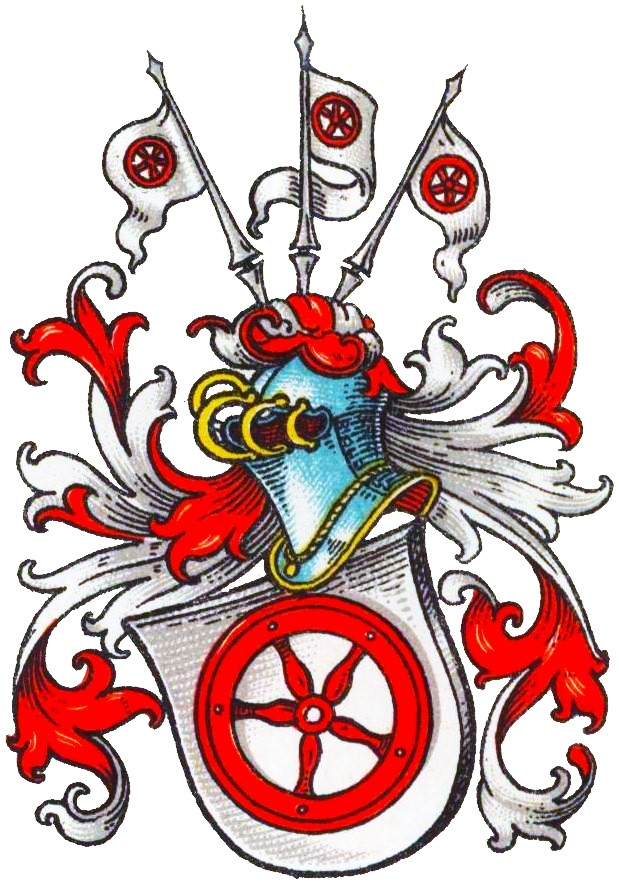
Stammwappen derer von Hoerde (Hoerde I) im Wappenbuch des Westfälischen Adels

Hoerde (auch Hörde) ist der Name eines Adelsgeschlechts, das dem Uradel Westfalens entstammt und nicht mit dem gleichnamigen thüringischen Geschlecht verwandt ist.

## Geschichte

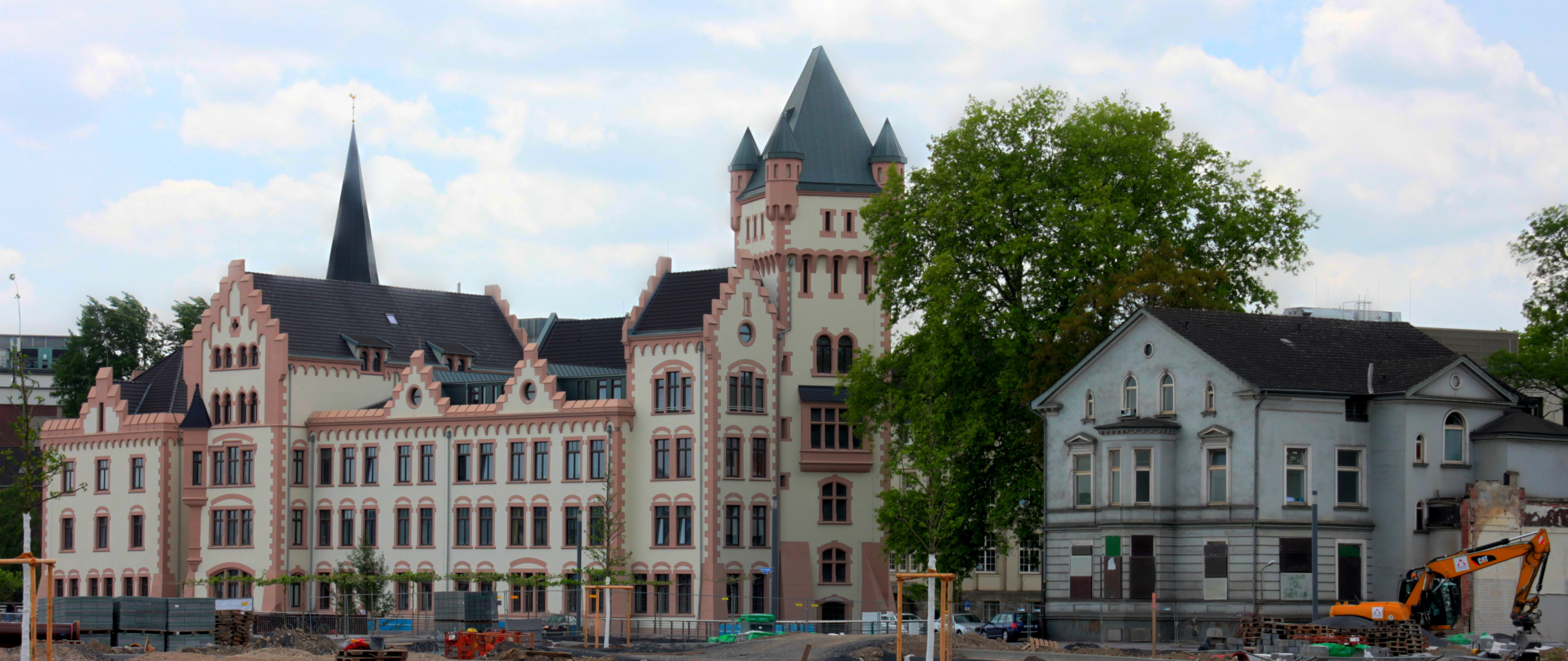
Hörder Burg im Juni 2011

Der Stammsitz Hörder Burg, gelegen in Hörde, wurde 1198 erstmals erwähnt. Ein Albert von Hörde war Ministerialer unter Otto IV. Albert II. war 1218 als Teilnehmer des Fünften Kreuzzuges bei der Belagerung von Damiette beteiligt. Ein weiterer Vertreter des Geschlechts mit Namen Albert (1227–1260) war führender Ministerialer des Kölner Erzbischofs. Später trat die Familie in die Dienste der Grafen von Isenberg-Hohenlimburg. Im Jahr 1271 wurde die Krumme Grafschaft als Limburger Lehen erworben. Im selben Jahr wird ein Albert von Hörde als Edelherr (Nobilis) bezeichnet. Im Jahr 1297 ging die Burg Hörde in den Besitz der Grafen von der Mark über.
Im 13. Jahrhundert besaß die Familie auch die Güter Störmede, Schüren und Mönninghausen. Im 14. Jahrhundert gehörten zum Besitz auch Boke, Böckenförde, Eichlinghofen und Wellinghofen. 1350 war Johann von Hoerde Richter zu Eichlinghoven. Weitere Güter kamen später hinzu. Das Geschlecht stellte viele Stiftsdamen im Frauenstift Geseke. Auch in Ostpreußen hatte die Familie Besitz. Teile der Familie lebten später in den Hochstiften Hildesheim, Paderborn und Münster, wo sie bis 1405 z. B. mit Burg Hülshoff belehnt waren.
Die Linie Hoerde auf Schloss Störmede teilte sich im 14. Jahrhundert in die Linie Altes Haus und die Linie Hohes Haus. Der Besitz der Linie Altes Haus fiel 1652 an die Familie Korff zu Harkotten, das Hohe Haus kam im 16. Jahrhundert an die Familie von Bocholtz. Daneben existierte seit 1529 zeitweilig das Mittlere Haus derer von Hoerde. Im 15. Jahrhundert kamen die Hoerde zu Störmede in den Besitz von Schloss Eringerfeld. Nachdem ein Brand im Jahre 1660 Teile der alten Burg vernichtet hatte, veranlassten die Domherren Johann Gottfried und Rhabanus Christoph von Hörde 1676 den Neubau als Barockschloss.
Alhard von Hörde erwarb 1510 einen Teil des Hofes "Wambeke" bei Bökenförde, der zweite Teil gelangte 1584 in den Besitz der Familie, so dass ein neuer Familienzweig der von Hörde zu Wambeke entstand. Sie nannten ihren Besitz fortan "Schwarzenraben". Zwischen 1748 und 1765 entstand unter dem Landdrost und Geheimrat Ferdinand Friedrich Freiherr von Hörde (1710–1780) das barocke Schloss Schwarzenraben. Die Linie Schwarzenraben erlosch 1848 mit Engelbert Matthias von Hoerde im Mannesstamm, über seine Witwe fielen Eringerfeld und Schwarzenraben an die Familien Decken und später Ketteler.
Haus Erwitte war im Erbgang über die Droste zu Erwitte an die Hoerdes gekommen und wurde 1860 der Kirche gestiftet. Haus Milse kam 1743 in den Besitz der Familie, der kurpfälzische Kammerherr Ludwig Philipp von Hoerde verspielte es aber in einer Nacht in der Spielbank von Bad Pyrmont, 1771 wurde er entmündigt. Die Linie besteht noch heute.
Bis in das 19. Jahrhundert hatte das Geschlecht noch die Güter Störmede, Schwarzenraben, Eringerfeld und Erwitte inne.

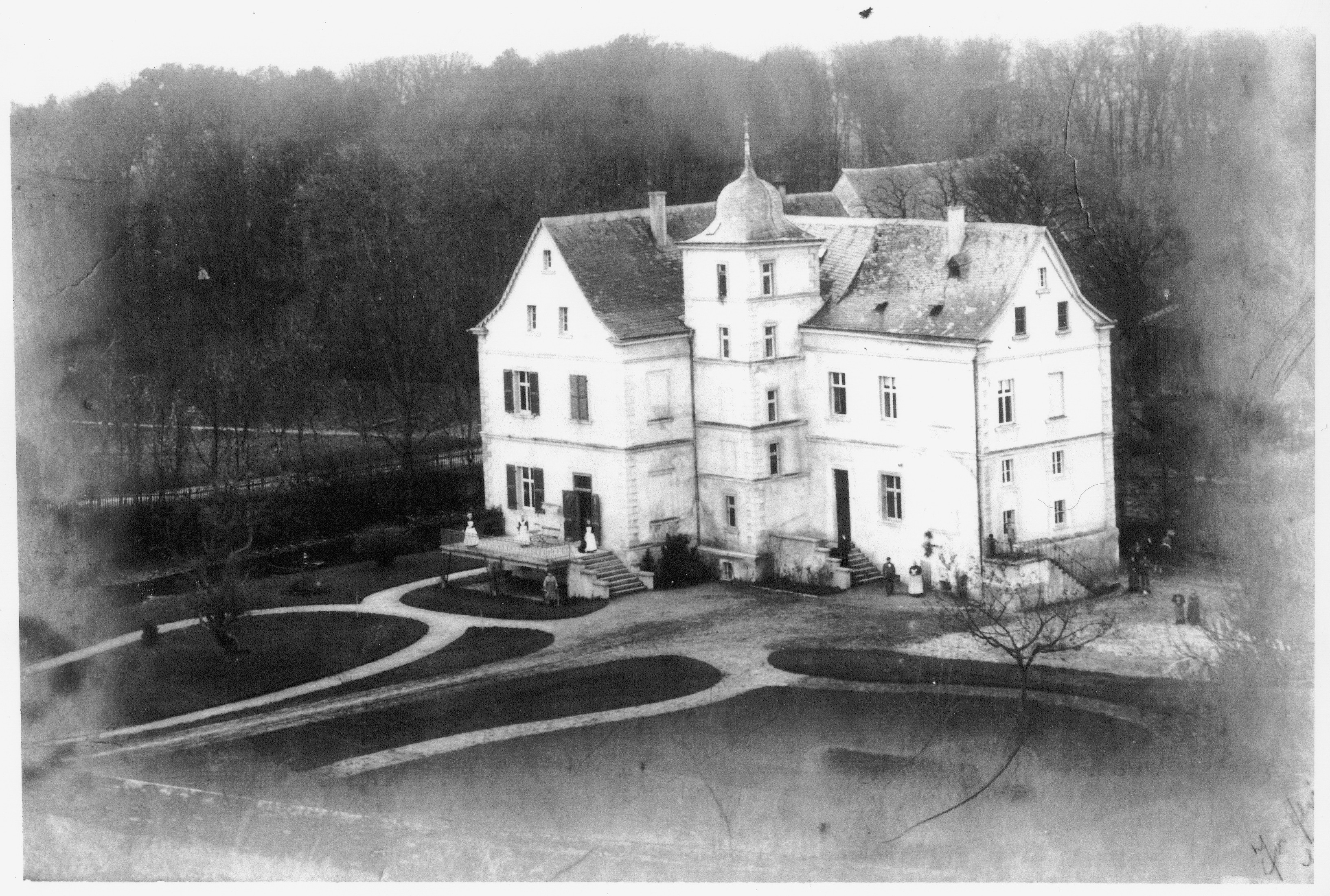
Schloss Störmede
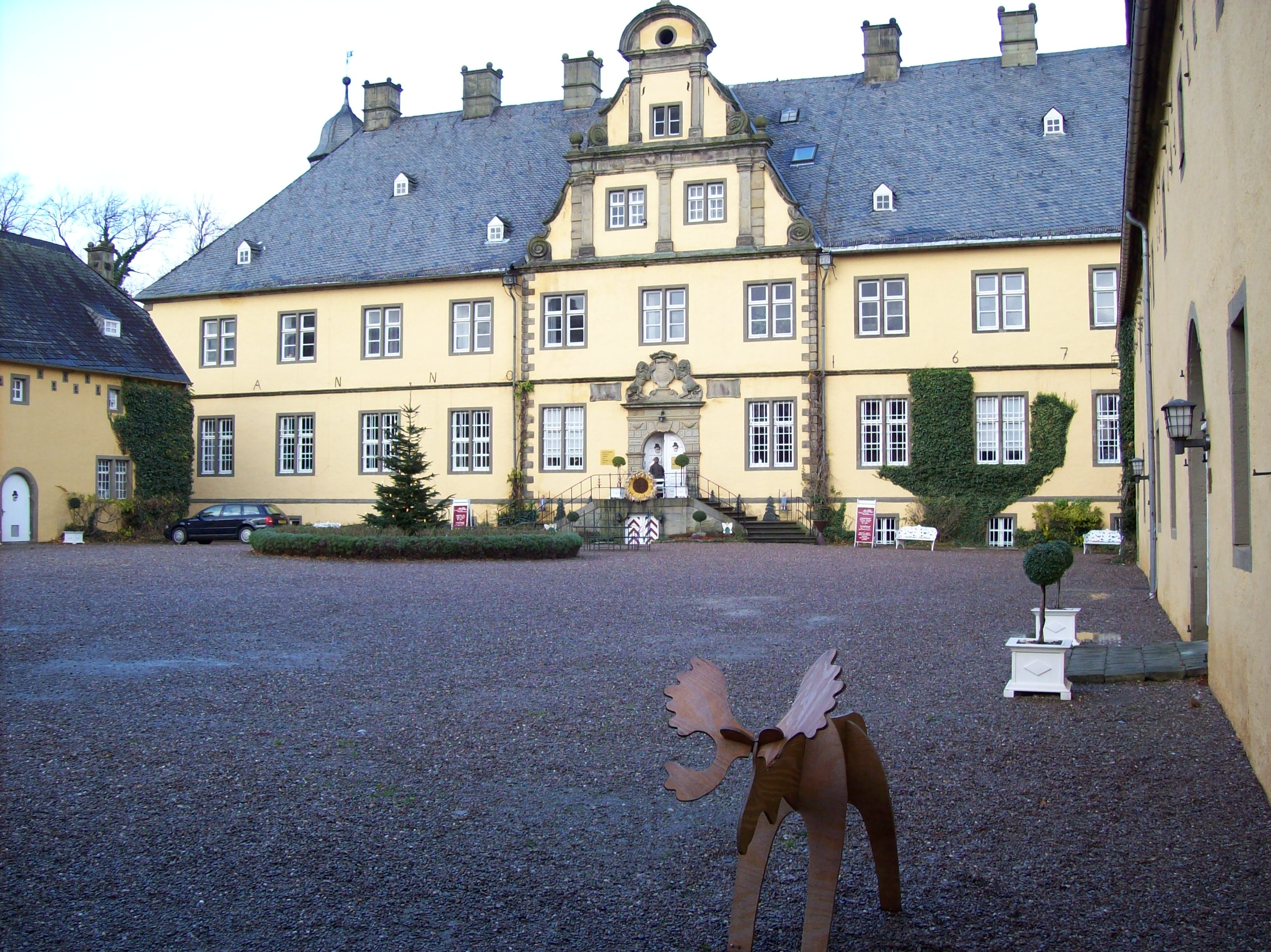
Schloss Eringerfeld
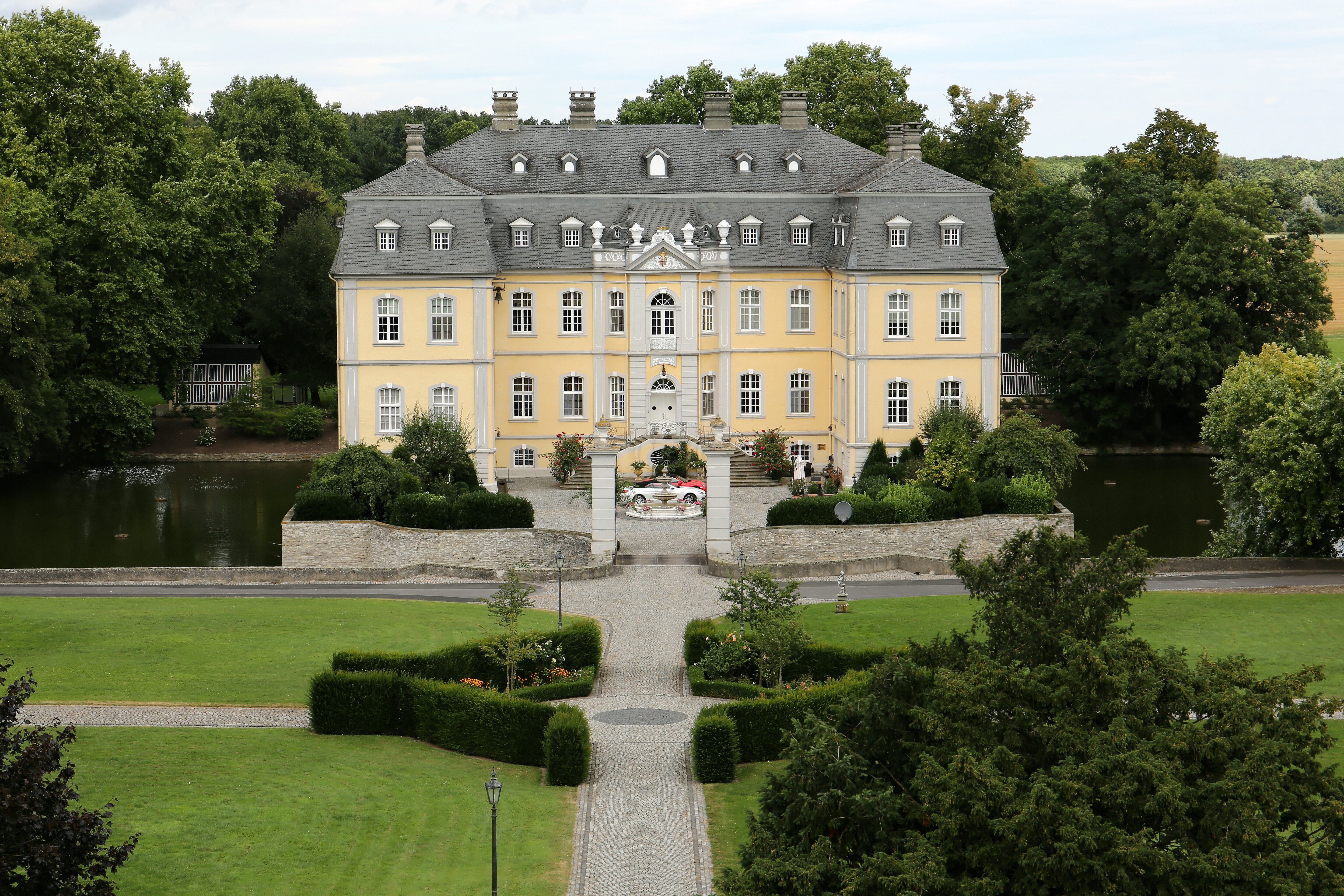
Schloss Schwarzenraben
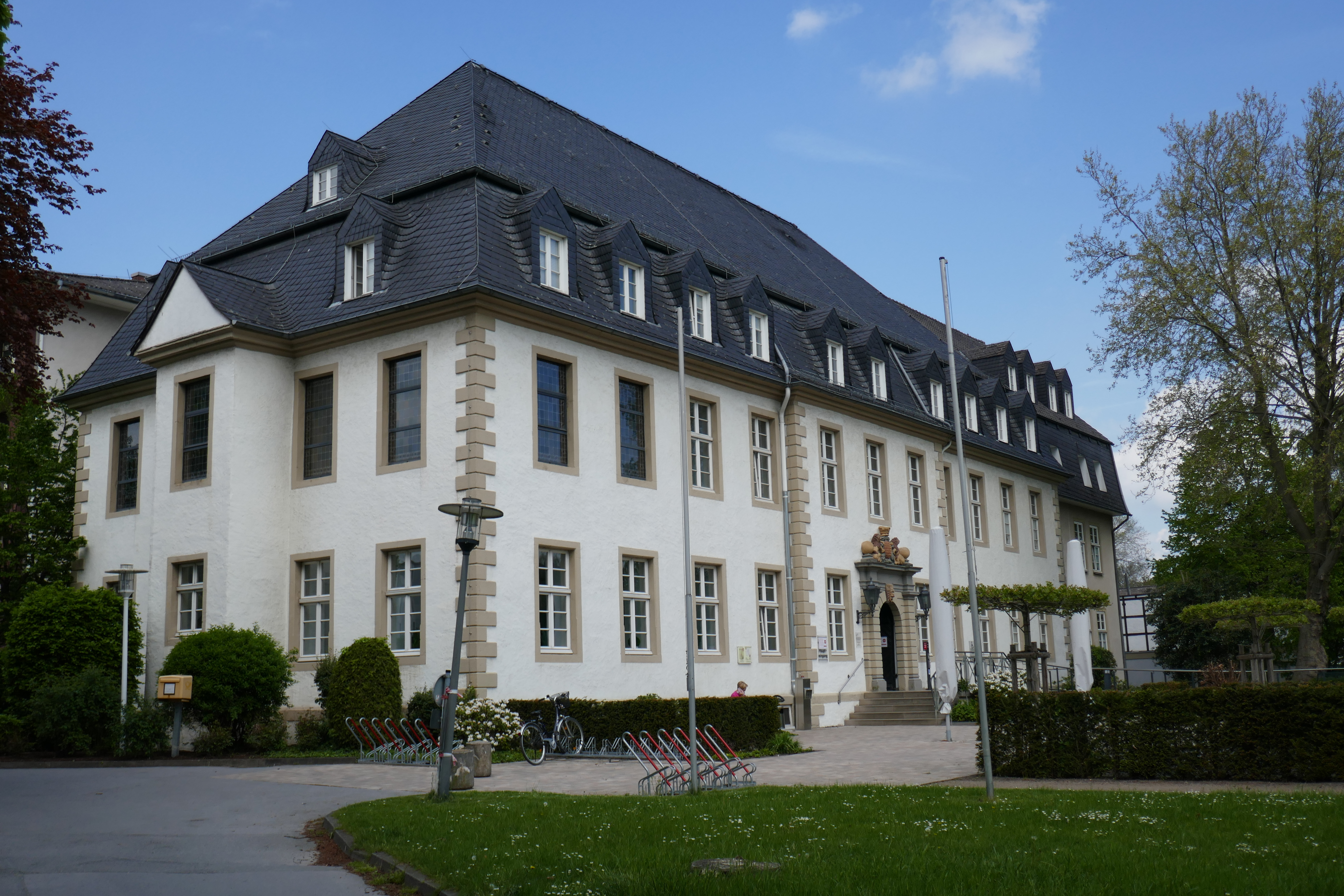
Haus Erwitte

## Wappen
- Blasonierung des Stammwappens (Hoerde I): In Silber ein fünfspeichiges rotes Rad. Auf dem bewulsteten Helm mit rot-silbernen Decken drei silberne Turnierlanzen mit Wimpeln, die das Schildbild darstellen.[2]
- Blasonierung des vermehrten Wappens (Hoerde II) nach der Heirat mit Kunigunde von Störmede: Geviert. Felder 1 und 4 in Silber ein rotes fünfspeichiges Rad; Felder 2 und 3 in Silber eine rote Rose. Auf dem rot-silbern bewulsteten Helm drei silberne Turnierlanzen, auf deren Wimpeln sich das Rad wiederholt.[2]
- Blasonierung des Wappens derer von Hörde zu Boke I: Von Gold und Silber gespalten. Vorne ein linksaufspringender Hund Schwarz über Silber geteilt, hinten geteilt, oben eine rote Rose, unten ein rotes Rad. Auf dem Helm mit rot-goldenen Decken der wachsende Hund zwischen zwei grünen Palmzweigen.[2]
- Blasonierung des Wappens derer von Hörde zu Boke II: Geviert mit einem silbernen Herzschild, in welchem eine rote Rose. Felder 1 und 4 in Silber ein nach einwärts aufspringender von Schwarz über Gold geteilter Hund; Felder 2 und 3 in Silber ein rotes Rad. Auf dem gekrönten Helm mit rot-silbernen Decken rechts ein schwarzer, links ein silberner Palmzweig, dazwischen ein schwarzer rechtsgewandter Hundekopf mit silbernem Hals.[2]

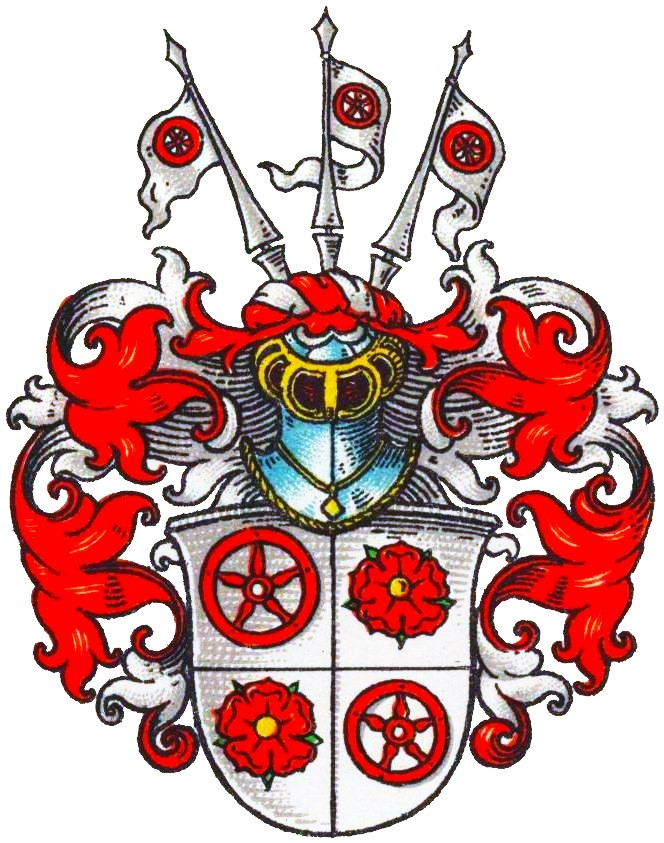
Wappen derer von Hoerde II im Wappenbuch des Westfälischen Adels
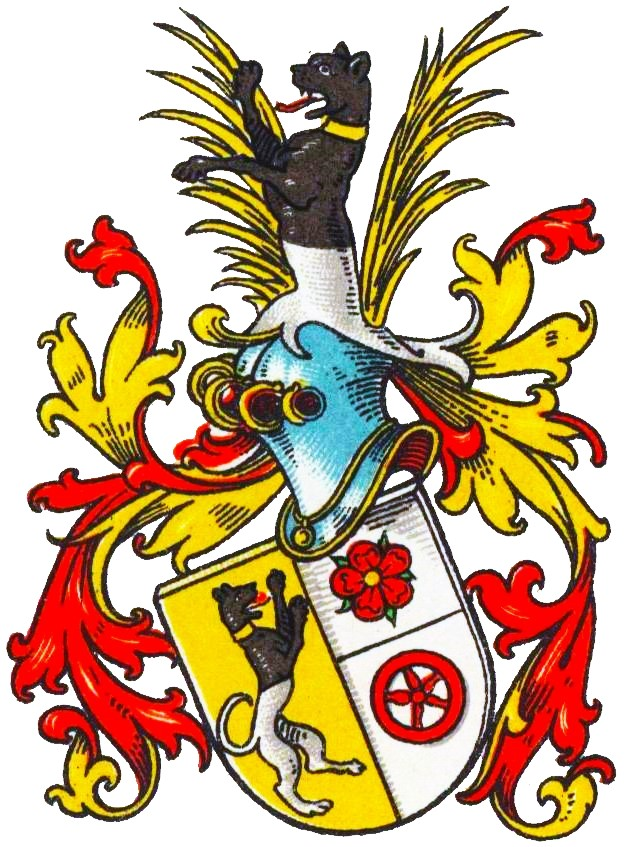
Wappen derer von Hörde zu Böcke I im Wappenbuch des Westfälischen Adels
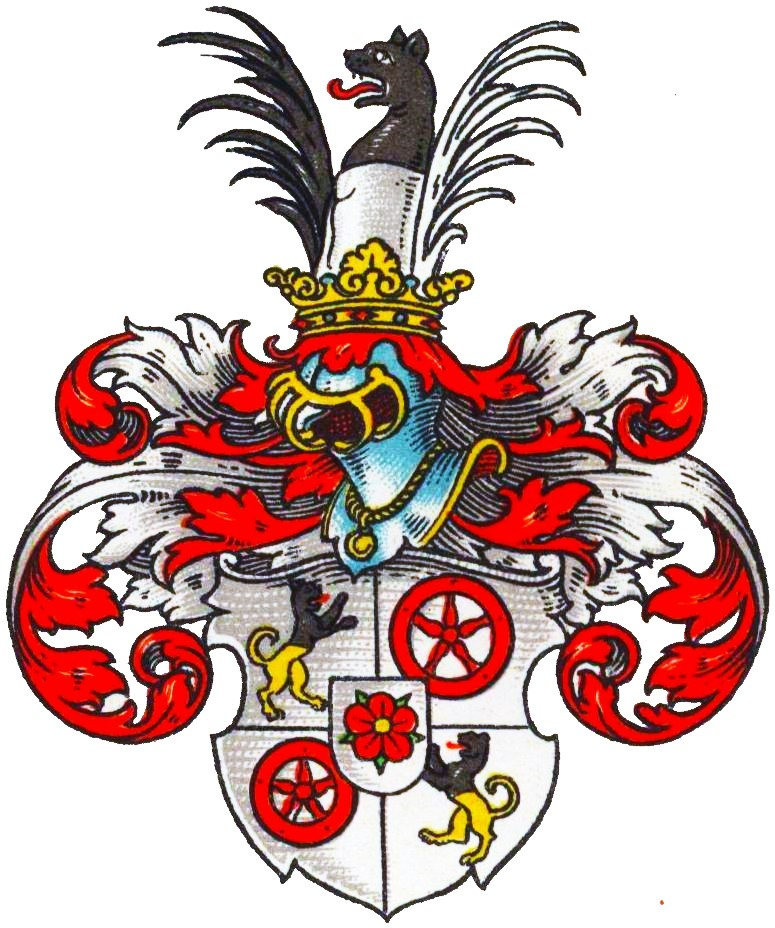
Wappen derer von Hörde zu Böcke II im Wappenbuch des Westfälischen Adels

## Personen

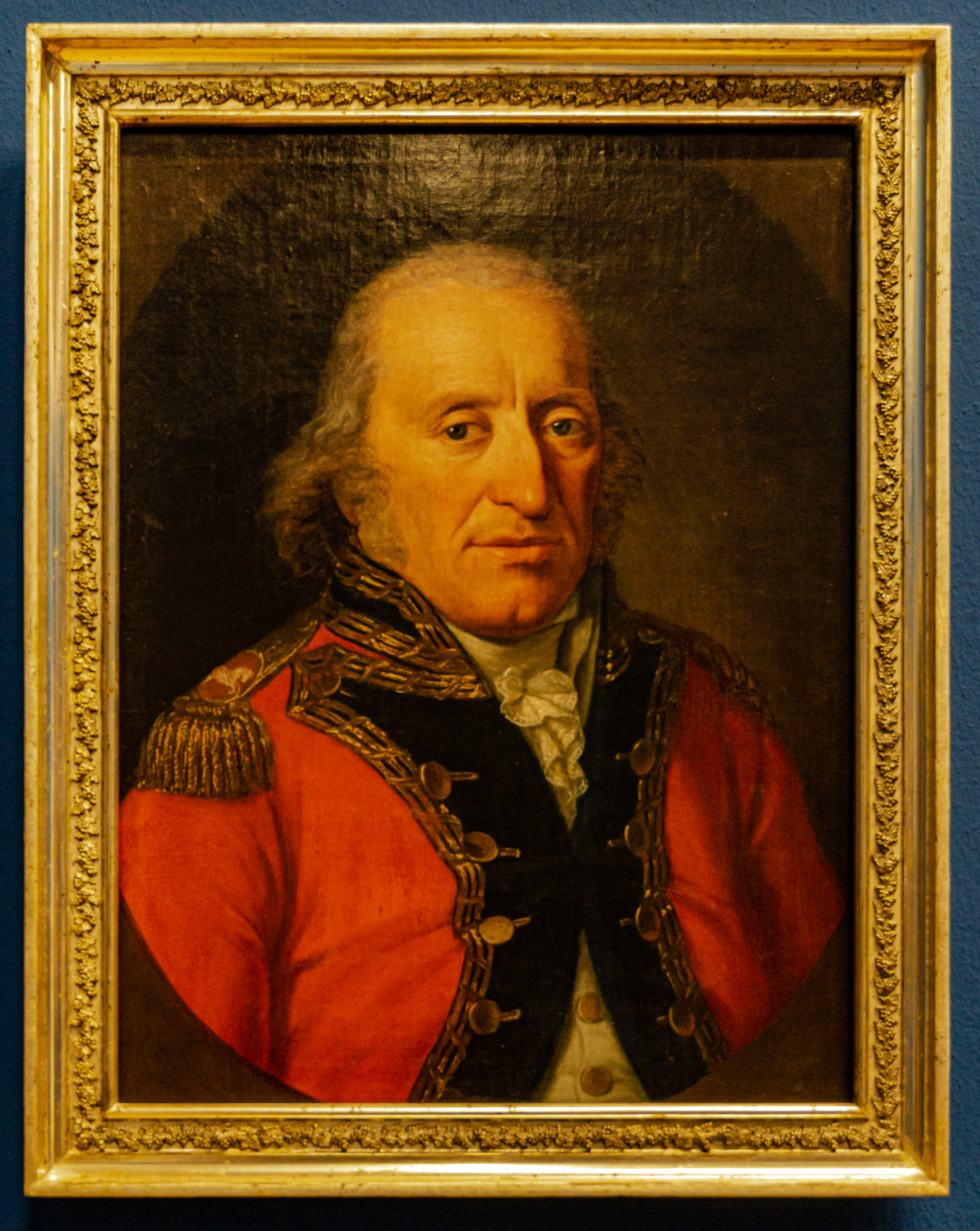
Friedrich Ferdinand von Hörde in der großen Uniform der ritterschaftlichen Deputierten des Landtages des Herzogtum Westfalen

- Raban von Hörde († 1575), Dompropst in Münster
- Alhard von Hörde, Landkomtur des Deutschen Ordens (DO) der Ballei Hessen in Marburg 1571–1586.
- Catharina von Hoerde zu Stoermede, Mutter von Christoph Bernhard von Galen.
- Engelbert Matthias von Hörde (1786–1846), Landrat des Kreises Lippstadt
- Georg von Hörde, Landkomtur DO, Marburg 1586–1591.
- Hermann Wennemar von Hörde, Komtur DO, gest. 21. Oktober 1728.
- Johann Friedrich Adolf von Hörde (1688–1761), Weihbischof und Domherr in Hildesheim.
- Philipp von Hoerde zu Boke (1455–1510) war Herr auf Burg Boke, Dompropst in Münster und Landdrost des Herzogtums Westfalen.
- Rödger von Hörde DO, Elisabeth-Kirche Marburg (1585).
- Wilhelm von Hörde, Komtur (DO) 1571–1573, begr. Frankfurt/Main-Sachsenhauen.